# 김유봉 (야구 선수)
김유봉(1976년 6월 29일~)은 전직 야구 선수로, 두산 베어스에서 활동했었다. 1995년 배명고등학교를 졸업하자마자 곧장 OB 베어스에 입단하였으며, 2000년 5월 7일 락커룸에서 검지가 골절되어 2군으로 내려갔고, 짧아진 오른 검지를 극복할 수 없다는 본인의 의지에 따라 2003년 임의 탈퇴 선수로 공시하였다. 아 이거 진짜임? 몰랐네 엄지 다쳐서 관둔거구나…